# Bahamanötväcka
Bahamanötväcka (Sitta insularis) är en utrotningshotad fågelart i familjen nötväckor inom ordningen tättingar som enbart förekommer på en ö i Västindien.

## Utseende och läte
Bahamanötväckan är en mycket liten nötväcka med en kroppslängd på endast 10,5–11 cm, med för de flesta arter i familjen typiskt blågrå ovansida och ett brett, svart ögonstreck. Den är mycket lik sin nära släkting brunhuvad nötväcka med relativt stort huvud och stor näbb, brun hjässa och ljusbeige eller grå undersida. Den skiljer sig något i utseende med mörkare ögonstreck och ljusare hjässa och det vita på strupen sträcker sig längre ner på bröstet. Vidare har den tydligt längre näbb och kortare vingar. Även lätena skiljer sig, där det huvudsakliga lätet är en ljus och snabb drill.

## Utbredning och status
Fågeln förekommer endast på ön Grand Bahama i Bahamas. Internationella naturvårdsunionen IUCN kategoriserar idag arten som akut hotad men kan möjligen redan vara utdöd. Den beskrivs som relativt vanlig i slutet av 1960-talet i rätt miljö och vida spridd. Inventeringar 1993 gav dock bara två individer, vilket tyder på att den minskat kraftigt av oklar anledning. 2016 drabbades Grand Bahama av orkanen Matthew, varefter arten befarades vara utdöd. Den återupptäcktes dock 2018, men beståndet uppskattades till endast två till sex individer. Året efter orsakade ytterligare en orkan vida förödelse, den hittills starkaste orkanen Dorian, och fågeln befarades återigen ha dött ut. American Bird Conservancy konstaterade att området där bahamanötväckan senast sågs visserligen inte var helt förstört, men att saltvatten trängt in, vilket på sikt dödar skogen. IUCN konstaterade 2020 att det trots allt är möjligt att arten fortfarande kan vara vid liv, men beståndet i så fall är mycket litet. Bahamanötväckan har ännu inte återupptäckts. Även om orkaner kan ha blivit dödsstöten för bahamanötväckan tros beståndet tidigare ha påverkats negativt av habitatförlust och invasiva arter, både i form predation från tvättbjörn, katt, svartråtta och majsorm eller konkurrens om bohål från gråsparv och stare..

## Levnadssätt
Bahamanötväckan förekommer enbart i stånd med tallarten Pinus caribaea. Närbesläktade brunhuvad nötväcka lever av insekter på sommarhalvåret och tallfrön under vintern. Bahamanötväckan tros ha en liknande föda, men är möjligen mindre beroende av tallfrön på grund av det varmare klimatet. Baserat på observationer av ungfåglar tros bahamanötväckan häcka från början av november till slutet av maj. De tre bofynd som gjorts var alla i en uthackad grenstump minst tio meter ovan mark.

## Artstatus
Bahamanötväckan behandlades som underart till brunhuvad nötväcka i sydöstra USA fram till 2021. Studier har dock visat på tydliga skillnader i läten, genetik och utseende, varför de delades upp i två. Arterna tros ha skilts åt för 685000 år sedan, Var detta skedde geografiskt är dock höljt i dunkel, eftersom Bahamas under perioder därefter legat helt under vatten, senast för endast 80000 år sedan. Dess ursprung ligger dock säkerligen på nordamerikanska kontinenten.